# Shanghai Masters 2018
Lo Shanghai Masters 2018 è stato un torneo di tennis giocato sul cemento. È stata la 10ª edizione del torneo che fa parte della categoria ATP Tour Masters 1000 nell'ambito dell'ATP World Tour 2018. Il torneo si è giocato al Qizhong Forest Sports City Arena di Shanghai, in Cina, dal 7 al 14 ottobre 2018.

## Partecipanti

### Teste di serie
| Nazionalità | Giocatore             | Ranking* | Testa di serie** |
| ----------- | --------------------- | -------- | ---------------- |
| Svizzera    | Roger Federer         | 2        | 1                |
| Serbia      | Novak Đoković         | 3        | 2                |
| Argentina   | Juan Martín del Potro | 4        | 3                |
| Germania    | Alexander Zverev      | 5        | 4                |
| Croazia     | Marin Čilić           | 6        | 5                |
| Austria     | Dominic Thiem         | 7        | 6                |
| Sudafrica   | Kevin Anderson        | 8        | 7                |
| Giappone    | Kei Nishikori         | 12       | 8                |
| Argentina   | Diego Schwartzman     | 16       | 9                |
| Grecia      | Stefanos Tsitsipas    | 15       | 10               |
| Regno Unito | Kyle Edmund           | 14       | 11               |
| Stati Uniti | Jack Sock             | 17       | 12               |
| Croazia     | Borna Ćorić           | 19       | 13               |
| Canada      | Milos Raonic          | 20       | 14               |
| Spagna      | Pablo Carreño Busta   | 24       | 15               |
| Italia      | Marco Cecchinato      | 21       | 16               |

* Ranking al 1º ottobre 2018.

### Altri partecipanti
I seguenti giocatori hanno ricevuto una wild card per il tabellone principale:
- Li Zhe
- Stan Wawrinka
- Wu Yibing
- Zhang Ze

I seguenti giocatori sono passati dalle qualificazioni:

- Taylor Fritz
- Hubert Hurkacz
- Bradley Klahn
- Michail Kukuškin
- Mackenzie McDonald
- Benoît Paire
- Vasek Pospisil

### Ritiri
Prima del torneo
- Grigor Dimitrov → sostituito da  Andreas Seppi
- Fabio Fognini → sostituito da  Matthew Ebden
- David Goffin → sostituito da  Jérémy Chardy
- John Isner → sostituito da  Robin Haase
- Philipp Kohlschreiber → sostituito da  Miša Zverev
- Rafael Nadal → sostituito da  Alex de Minaur
- Lucas Pouille → sostituito da  Peter Gojowczyk
- Fernando Verdasco → sostituito da  Maximilian Marterer

Durante il torneo
- Juan Martín del Potro

## Campioni

### Singolare
Novak Đoković ha battuto in finale  Borna Ćorić con il punteggio di 6-3, 6-4.
- È il settantaduesimo titolo in carriera per Ðoković, il quarto della stagione.

### Doppio
Łukasz Kubot /  Marcelo Melo hanno battuto in finale  Jamie Murray /  Bruno Soares con il punteggio di 6-4, 6-2.